# Raniero La Valle
Raniero Luigi La Valle (Roma, 22 febbraio 1931) è un giornalista, politico e intellettuale italiano.

## Biografia
Laureato in giurisprudenza, si dedica subito al giornalismo. Lavora al quotidiano politico della Democrazia Cristiana Il Popolo; per un breve periodo, all'inizio del 1961, è responsabile del quotidiano durante la direzione di Aldo Moro. Nel febbraio 1961 viene chiamato a dirigere L'Avvenire d'Italia. Durante gli anni del Concilio Vaticano II, il quotidiano cattolico bolognese è tra gli organi d'informazione che coprono più capillarmente l'evento. Si dimette dalla direzione del giornale nel 1967, negli anni difficili del post-Concilio, periodo in cui inizia la spinta "normalizzatrice" delle tendenze progressiste che si riconoscevano nel magistero del cardinale Giacomo Lercaro e della "scuola di Bologna".
Continua la sua attività giornalistica producendo per la RAI documentari e inchieste sui più scottanti temi dell'attualità, con un occhio sempre rivolto ai temi della pace e della giustizia internazionale (guerra in Vietnam, Cambogia, Palestina; dittature in America Latina, marcia dei pacifisti a Sarajevo). Dal 1969 al 1971 tenne una seguitissima rubrica, dal titolo "Uomini e Religioni", sul quotidiano torinese La Stampa.
Nel 1974 si schiera contro l'abrogazione della legge sul divorzio con lo schieramento dei cattolici democratici per il «No», contribuendo alla vittoria nel referendum.
Alle elezioni politiche del 1976 si candida al Senato della Repubblica, tra le liste del Partito Comunista Italiano nella circoscrizione Catania-Messina-Siracusa-Ragusa-Enna, venendo eletto senatore. Successivamente aderisce al gruppo parlamentare Sinistra Indipendente e lavora nelle commissioni parlamentari Esteri e Difesa delle due Camere fino al 1992, in particolare per la riforma della legge sull'obiezione di coscienza.
Nel 1978 fonda con alcuni amici la rivista «Bozze», vivace strumento del dibattito ecclesiale e civile, dirigendola fino al 1994. Buona parte del suo impegno è spesa a favore dei popoli oppressi, anche nelle istituzioni civili internazionali (è stato giudice al Tribunale permanente dei Popoli), come nel racconto documentario confluito nelle sue numerose opere: Dalla parte di Abele (1971), Fuori dal campo (1978), Dossier Vietnam-Cambogia (1981), Marianella e i suoi fratelli (1983), Pacem in terris, l'enciclica della liberazione (1987).
Nel febbraio 1991 - durante la guerra del Golfo - fu tra promotori la campagna "Un Ponte per Baghdad", che poi avrebbe dato vita all'associazione umanitaria "Un Ponte Per".
Alle elezioni politiche del 1992 viene candidato tra le file de La Rete di Leoluca Orlando.
Dal 25 marzo al 29 novembre 1997 è stato assessore del comune di Roma, nella prima giunta di Francesco Rutelli.
Nel luglio 2008 è promotore del Manifesto per la Sinistra Cristiana, che si propone anche il rilancio della partecipazione politica e dei valori fondanti del patto costituzionale del 1948 e la critica della democrazia maggioritaria (tra i primi cento firmatari compaiono le firme di Rita Borsellino, Giovanni Galloni, Giovanni Franzoni, Adriano Ossicini, Roberto Mancini, Mimmo Gallo, Patrizia Farronato, Nicola Colaianni, Giovanni Bianco, Tonio Dell'Olio, Giovanni Benzoni, Giovanni Avena, Giuseppe Campione, Enrico Peyretti). Il Manifesto il 4 ottobre 2008 ha portato alla nascita del movimento politico Sinistra Cristiana - Laici per la Giustizia.
Alle elezioni europee del 2009 La Valle si candida al Parlamento europeo, per la Lista Comunista Anticapitalista nella circoscrizione Italia centrale come rappresentante di Sinistra Cristiana.
Nel 2016 promuove il Manifesto dei "cattolici per il no" al referendum costituzionale, che ha suscitato un importante dibattito nel mondo cattolico e sulla stampa nazionale. 
È direttore di Vasti - scuola di critica delle antropologie e collabora con la rivista Rocca. Presiede inoltre il Comitato per la democrazia internazionale.
Per le elezioni europee del 2024 promuove, insieme al giornalista Michele Santoro, la creazione della lista Pace Terra Dignità, candidandosi in tutte le circoscrizioni e da capolista in Italia Nord-Orientale. La Valle raccoglie più di 11.000 preferenze in tutta Italia, ma la lista con il 2,2% non supera la soglia di sbarramento del 4%.

## Opere
- Coraggio del Concilio. Giorno per giorno la seconda sessione, Brescia, Morcelliana, 1964.
- Fedeltà del Concilio. I dibattiti della terza sessione, Brescia, Morcelliana, 1965.
- Il Concilio nelle nostre mani, Brescia, Morcelliana, 1966.
- La caduta del cielo: Dio è morto?, Firenze, Libreria Editrice Fiorentina, 1971.
- Dalla parte di Abele, Milano, A. Mondadori, 1971.
- Fuori dal campo, Milano, A. Mondadori, 1978.
- Dossier Vietnam-Cambogia, Torino, Claudiana, 1981.
- Stato e società civile in Italia negli ultimi dieci anni, con Norberto Bobbio e Guido Quazza, Brescia, Fondazione C. Calzari Trebeschi, 1982.
- Marianella e i suoi fratelli. Una storia latinoamericana, con Linda Bimbi, Milano, Feltrinelli, 1983; Torino, Loescher, 1985; Roma, Icone, 2007. ISBN 978-88-87494-44-0.
- Pacem in terris. L'enciclica della liberazione, a cura di, San Domenico di Fiesole, Edizioni Cultura della Pace, 1987.
- La pagina bianca, con altri, Roma, F.lli Palombi, 1997. ISBN 88-7621-014-8.
- Agonia e vocazione dell'Occidente. Produrre, appropriarsi, dominare: alle radici del nuovo apartheid globale, Milano, Terre di Mezzo, 2000. ISBN 88-89385-18-9.
- Prima che l'amore finisca. Testimoni per un'altra storia possibile, Milano, Ponte alle Grazie, 2003. ISBN 88-7928-652-8.
- Chi è dunque l'uomo? Conversazione, Palazzago, Servitium, 2004. ISBN 88-8166-219-1.
- Se questo è un Dio, Milano, Ponte alle Grazie, 2008. ISBN 978-88-7928-864-4.
- Paradiso e libertà. L'uomo, quel Dio peccatore, Milano, Ponte alle Grazie, 2010. ISBN 978-88-6220-156-8.
- Quel nostro Novecento, Ponte alle Grazie, Milano 2011.
- Chi sono io, Francesco?, Cronache di cose mai viste, Milano, Ponte alle Grazie, 2015. ISBN 978-88-6833-279-2.